# Josh Morris
Joshua Francis Morris (* 30. September 1991 in Preston) ist ein englischer Fußballspieler. Er wird bevorzugt im linken Mittelfeld eingesetzt, kann aber auch auf der Links- oder Innenverteidigerposition spielen.

## Karriere

### Blackburn Rovers
Morris wurde in der Jugendakademie des englischen Erstligisten Blackburn Rovers ausgebildet. In dieser Zeit erreichte er mit seiner Mannschaft das Halbfinale des FA Youth Cups 2010, wo man jedoch am FC Chelsea scheiterte. Die Vorbereitung auf die Saison 2010/11 absolvierte er bereits mit der ersten Mannschaft, ehe er im September gleichen Jahres seinen ersten Profivertrag bei den Rovers unterschrieb. Dieser bindet ihn bis zum Ende der Saison 2011/12 an den Verein.
Bei der 1:7-Niederlage gegen Manchester United am 27. November 2010 absolvierte Morris sein erstes Ligaspiel auf Profiebene, bei dem er den Ehrentreffer vorbereitete. Insgesamt wurde er in der Spielzeit noch vier weitere Male eingesetzt, kam danach jedoch nicht über die Rolle des Ergänzungsspielers hinaus.

### Nationalmannschaft
Nachdem er im Februar 2011 sein Debüt in der U-20-Nationalmannschaft Englands gegeben hatte, wurde er von Trainer Brian Eastick in den Kader zur U-20-Weltmeisterschaft 2011 in Kolumbien berufen. Dort absolvierte Morris zwei Spiele für die Three Lions, die im Achtelfinale an Nigeria scheiterten.